# The River Sessions (Pallas)
The River Sessions is een tweetal livealbums van  Pallas uit Aberdeen. River Records is gelieerd aan een Schots radiostation en dankt haar naam aan de River Clyde. River Records bracht albums uit van Schotse artiesten of artiesten die in Schotland grote bekendheid hadden, maar in de rest van de wereld niet.

## The River Sessions I
The River Sessions I is een livealbum van Pallas. Het platenlabel The River sessions I bevat opnamen gemaakt tijdens een concert in de Night Moves in Glasgow op 29 maart 1982. De opnamen vonden dus plaats voordat Pallas een studioalbum had uitgebracht. De muziek leunt meer naar de rock toe dan naar progressieve rock.

## Musici
- Euan Lowson – zang
- Niall Matthewson - gitaar
- Graeme Murray – basgitaar
- Ronnie Brown – toetsinstrumenten
- Derek Forman – slagwek

## Muziek
| Nr. | Titel             | Duur |
| --- | ----------------- | ---- |
| 1.  | Queen of the deep |      |
| 3.  | Crown of thorns   |      |
| 4.  | The Ripper        |      |
| 5.  | A bit of glory    |      |

## The River Sessions II
The River Sessions II is een livealbum van Pallas. Het platenlabel The River sessions I bevat opnamen gemaakt tijdens een concert in de Het Apollo Theatre te Glasgow op 16 mei 1985. Deze opnamen vonden dus plaats nadat Pallas het studioalbum The sentinel had uitgebracht. In deze opname is te horen welke richting het opging met de band, de progressieve rock. Oorspronkelijk zanger Lowson is vervangen door Alan Reed

## Musici
- Alan Reed – zang
- Niall Matthewson - gitaar
- Graeme Murray – basgitaar
- Ronnie Brown – toetsinstrumenten
- Derek Forman – slagwek

## Muziek
| Nr. | Titel                                                  | Duur |
| --- | ------------------------------------------------------ | ---- |
| 1.  | Shock treatement                                       |      |
| 3.  | Imagination                                            |      |
| 4.  | Dinosaur                                               |      |
| 5.  | Sanctuary                                              |      |
| 6.  | Stranger in a strange land                             |      |
| 7.  | Eyes in the night (oorspronkelijke titel Arrive alive) |      |